# Air Kyrgyzstan
Aır Kyrgyzstan (Эйр Кыргызстан, юридическое название ОАО «Эйр Кыргызстан», в 2002 - 2006 часть парка летала под брендом «Алтын Эйр») — национальная авиакомпания Кыргызстана. Деятельность на рынке авиационных перевозок авиакомпания начала в 2001 году, осуществляя как перевозки официальных лиц государства, так и коммерческие рейсы.
Авиакомпания базируется в Бишкекском международном аэропорту «Манас», имеет трехзначный код 138 и двухбуквенный код ИКАО — QH.

## История
Первый рейс авиакомпания выполнила в 2001 году.
В 2011 году «Эйр Кыргызстан» перешёл полностью на самолеты западного образца — флот авиакомпании состоял из трёх Boeing 737.
С конца 2016 года компания начала испытывать финансовые трудности. С осени 2017 года выполнение собственных рейсов приостановлено, так как работа а/к была признана нерентабельной. С этого же времени делаются попытки по привлечению инвесторов и возобновлению деятельности.
В апреле 2018 года появилась информация, что руководством авиакомпании достигнуто предварительное соглашение о приобретении двух самолётов МС-21 для замены самолётов Boeing 737. И что может быть подписан твёрдый контракт, если Россия сможет предоставить скидку 30 %, которая предоставляется некоторым зарубежным компаниям которые выполняют авиарейсы на ее территорию. Также было объявлено, что соглашением предусмотрен опцион ещё на 10 лайнеров МС-21.

## Маршрутная сеть
На осень 2017 года авиакомпания осуществляла рейсы по следующим направлением:
- из Бишкека: Ош, Москва, Урумчи, Красноярск, Краснодар, Екатеринбург
- из Оша: Бишкек, Красноярск, Сургут,

## Флот

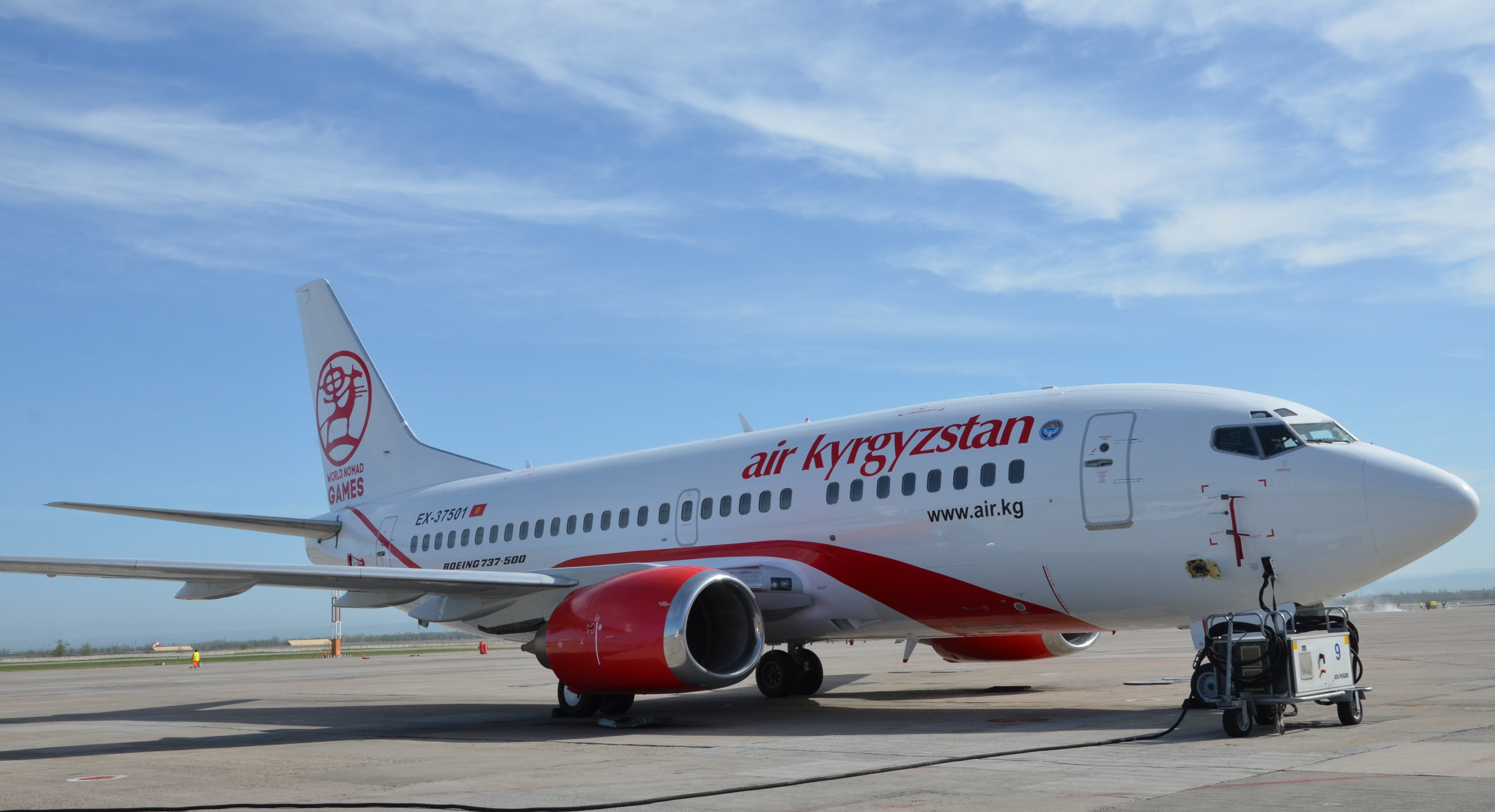
В 2011 году весь парк авиационной техники советского производства был выведен из строя и на замену для выполнения регулярных рейсов были приобретены воздушные суда Boeing 737-400 и 737-500.

По данным на 2022 год:
| Тип ВС         | количество      | число мест | рег.№    | примечания                 |
| -------------- | --------------- | ---------- | -------- | -------------------------- |
| Boeing 737-500 | 1 (на хранении) | 122        | EX-37501 |                            |
| Boeing 737-300 | 1               | 148        | YR-CBK   | в субаренде у Cobrex Trans |
| Boeing 737-400 | 1               | 168        | YR-SEB   | в субаренде у Star East    |
| Итого:         | 1               | 1          | 1        | 1                          |

## Катастрофы и авиаинциденты
26 сентября 2006 года Ту-154М авиакомпании «Кыргызстан» (под брендом «Алтын Эйр») с бортовым № EX 85718 готовился выполнять рейс QH 10 из Бишкека (Манас) в Москву (Домодедово). В 20:30 самолет-заправщик KC-135R ВВС США совершил посадку в аэропорту Манас после выполнения задач в Афганистане. После приземления KC-135 остановился между ВПП и рулежной дорожкой, ожидая инструкций от служб УВД аэропорта. Потом диспетчер, не убедившись, что KC-135 покинул ВПП, отдал команду на взлёт Ту-154, который, разгоняясь, задел правым крылом мотогондолу левого двигателя KC-135.
Ту-154, потеряв 2 метра консоли крыла, сумел взлететь, сделать круг над Манасом и сесть. Позднее, консоль крыла была восстановлена, самолёт пробыл в строю авиакомпании до 2011 года, а с 2011 по 2012 год выполнял полёты в интересах правительства Кыргызстана. На KC-135 начался пожар, самолёт полностью сгорел, но члены экипажа успели спастись.
28 декабря 2011 года в 12 часов 46 минут при совершении посадки в аэропорту Ош самолета Ту-134А-3 с государственным опознавательным № ЕХ 020 ОАО «Авиакомпания „Кыргызстан“», совершавшего рейс QH 3 по маршруту Бишкек — Ош, произошло столкновение с землей, в результате чего судно опрокинулось с разрушением его конструкции и возгоранием. Никто не погиб.